# Staatsburg
Staatsburg est une census-designated place du comté de Dutchess, dans l'État de New York, aux États-Unis,. En 2020, elle compte une population de 703 habitants.